# 関口泰雅
関口 泰雅（せきぐち たいが、1974年6月1日 - ）は、NHKのチーフアナウンサー。

## 嗜好・挿話
- 1回目の高松放送局在籍中、「タイガ」という名前にちなみ番組で虎タイツを着て出演していた。この虎タイツは異動するたびに持ってきており、15年経った今でもロッカーに入っているという[1]。
- 2017年の大河ドラマ『おんな城主 直虎』に足軽役でエキストラ出演した[2]。

## 過去の担当番組
大分放送局時代
- 大分県のニュース・中継・リポート等

高松放送局時代（1度目）
- 香川県のニュース・中継・リポート等
- 845かがわ（不定期）
- 645かがわ（不定期）

長野放送局時代
- 長野県のニュース・中継・リポート等
- イブニング信州（キャスター）
- 信州845（不定期）

ラジオセンター時代（ - 2010年度）
- 今夜も大入り!渋谷・極楽亭（進行役）
- いとしのオールディーズ（進行役）
- スポーツジョッキー（NHKプロ野球ラジオ中継の早終了時に放送）
- スタパ落語会（司会）
- NHKガイド

東京アナウンス室時代（1度目）（2011年度 - 2013年7月）
- NHKニュースおはよう日本（リポーター）
- 首都圏ネットワーク（リポーター）

静岡放送局時代（2013年8月 - 2017年6月）
- 静岡県のニュース・中継・リポート等
- たっぷり静岡（不定期・佐藤誠太、伊藤海彦、吉田一貴らのキャスター代行など）
- ニュースしずおか845（不定期）
- ニュースしずおか645（不定期）
- おはよう静岡（不定期）

高松放送局時代（2度目）（2017年6月 - 2021年6月）
- ゆう6かがわ（編集責任者・大河内惇、五味哲太らのキャスター代行など）
- NHKニュースおはよう香川（不定期）
- 845かがわ（不定期）
- ひるどき四国・香川（編集責任者）
- まんで香川きっきょん！？（編集責任者）
- 香川県のニュース等
- 放送部副部長（アナウンス統括）
- 高松放送局制作番組の編集責任者
- 緊急報道（高松放送局発）

東京アナウンス室時代（2度目）（2021年7月 - 2023年6月）
- 信州845（勤務経験のある長野放送局の応援要員・2022年7月25日、2023年3月2日）
- 長野県のニュース（勤務経験のある長野放送局の応援要員・2022年7月26日、7月27日、8月25日、9月22日、2023年3月22日、3月23日）
- ニュース山梨845（甲府放送局の応援要員・2022年12月7日）
- 山梨県のニュース（甲府放送局の応援要員・2022年12月8日）

名古屋放送局時代（2023年7月 - 2024年11月）
- 東海3県・東海北陸のニュース
- ニュース845東海（不定期）
- 緊急報道（名古屋放送局発）
- デスク業務
- 大雪関連特設ニュース（2024年1月24日：全国放送） - 名古屋放送局より東海・北陸地方の災害状況を伝えた[注釈 1]

東京アナウンス室時代（3度目）（2024年12月 - ）
・デスク業務